# Diamante (Itália)
Diamante é uma comuna italiana da região da Calábria, província de Cosenza, com cerca de 5.084 habitantes. Estende-se por uma área de 11 km², tendo uma densidade populacional de 462 hab/km². Faz fronteira com Belvedere Marittimo, Buonvicino, Grisolia, Maierà.
Conhecida Como a Cittá dei Murales( Cidade dos Murais) e por ser a terra do peperoncino.

## Demografia
| Variação demográfica do município entre 1861 e 2011                               |
|                                                                                   |
| Fonte: Istituto Nazionale di Statistica (ISTAT) - Elaboração gráfica da Wikipedia |

## Gallery

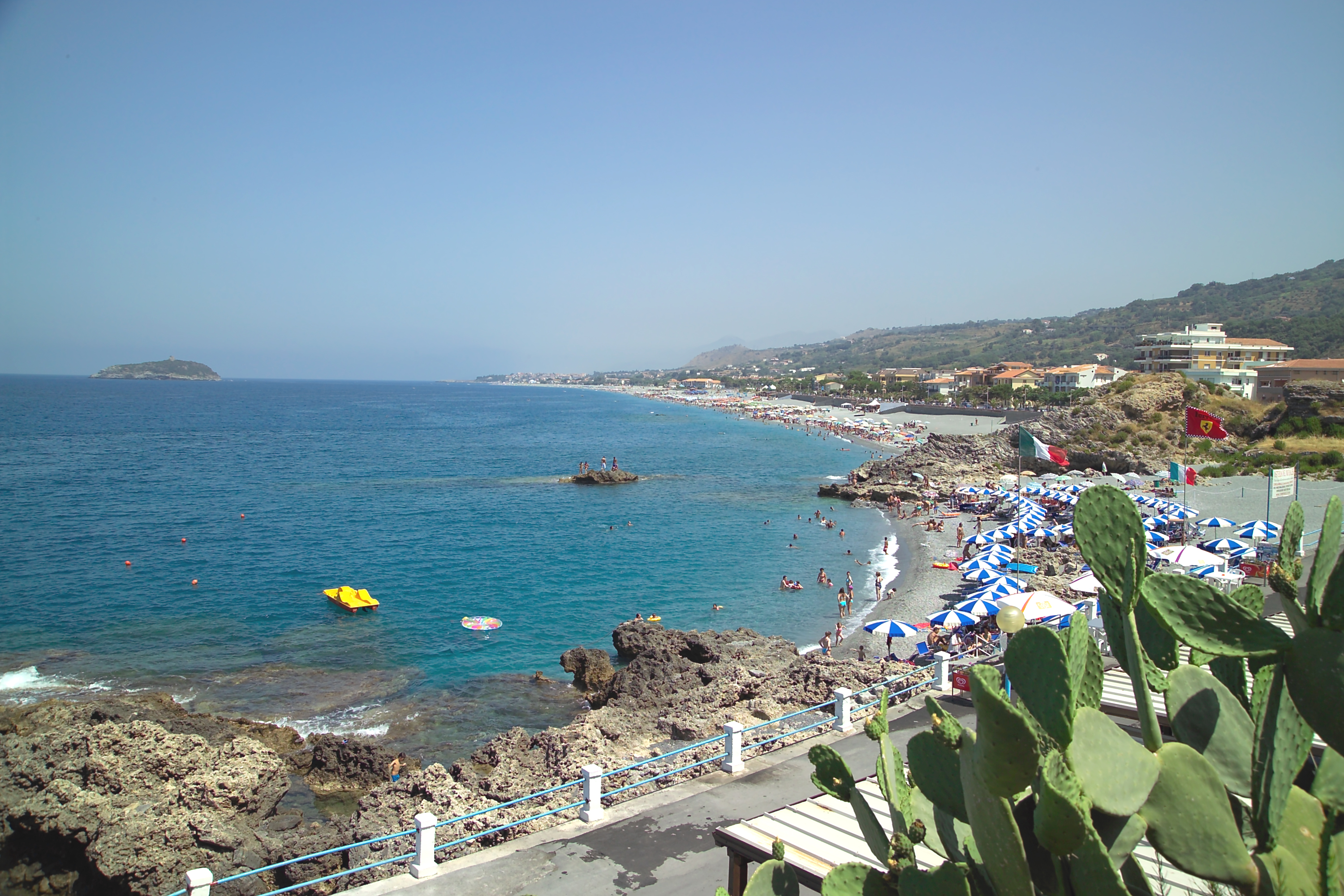
Spiaggia Piccola e Spiaggia Grande
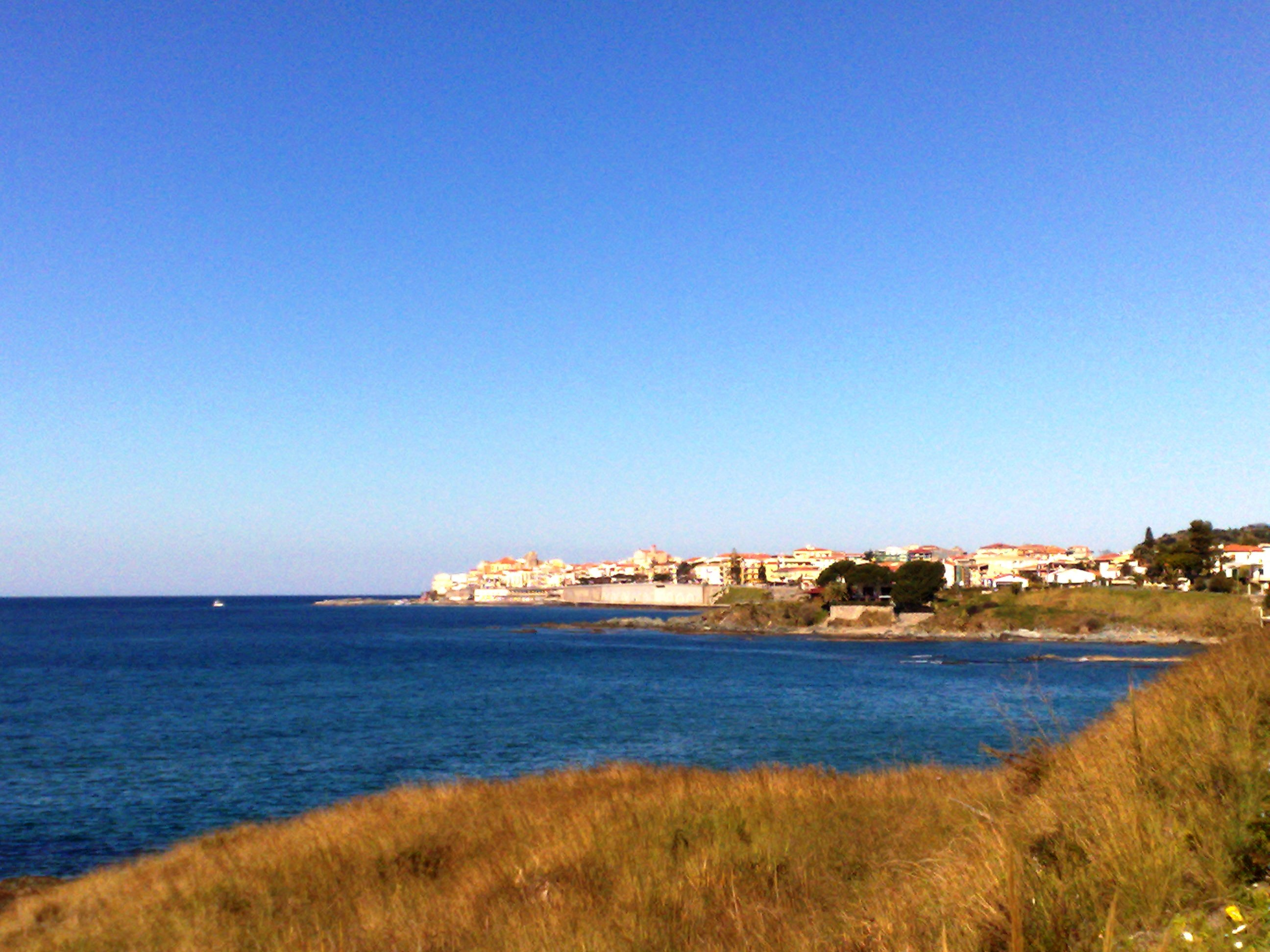
Diamante vista da sud
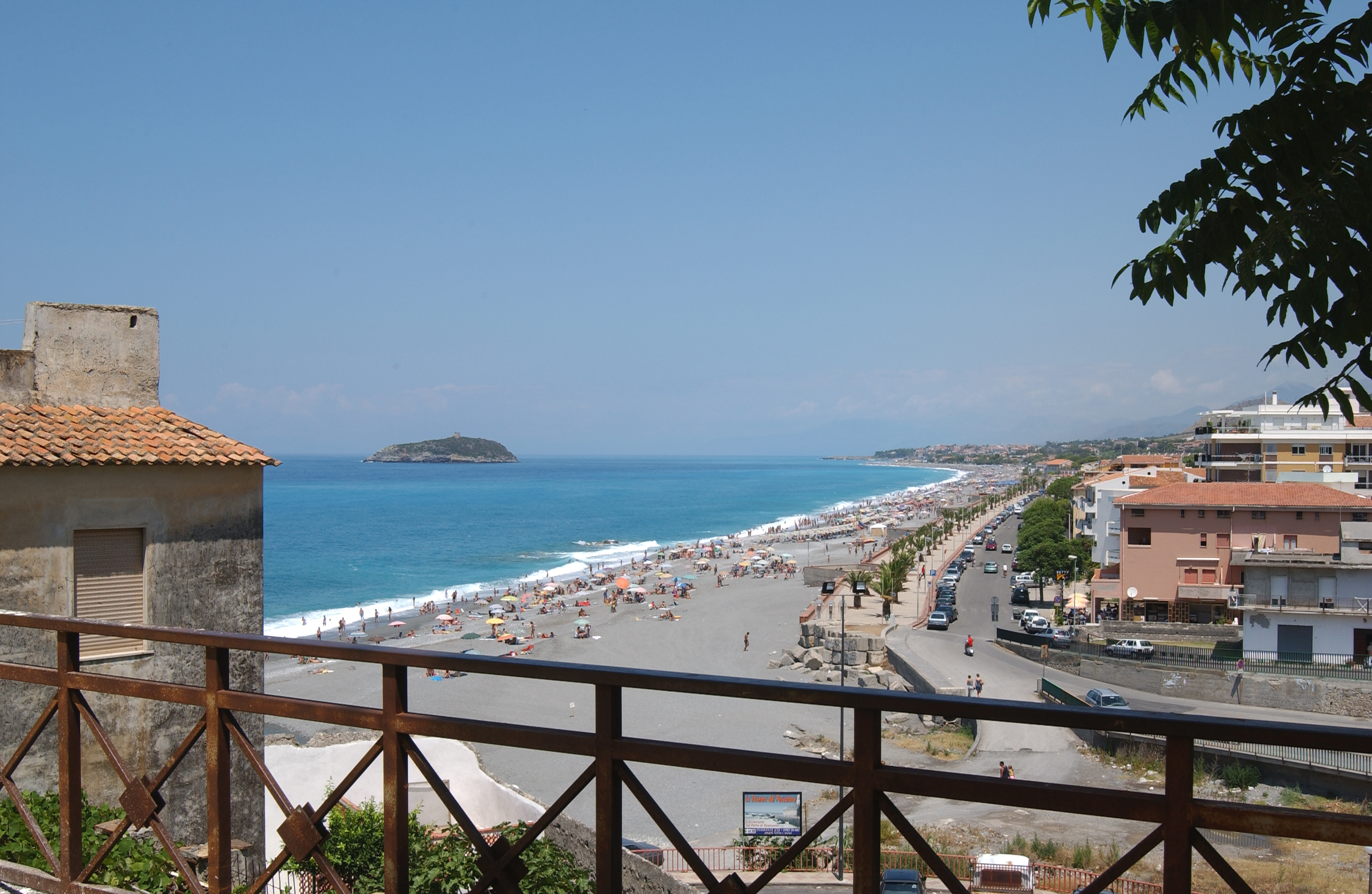
Panorama
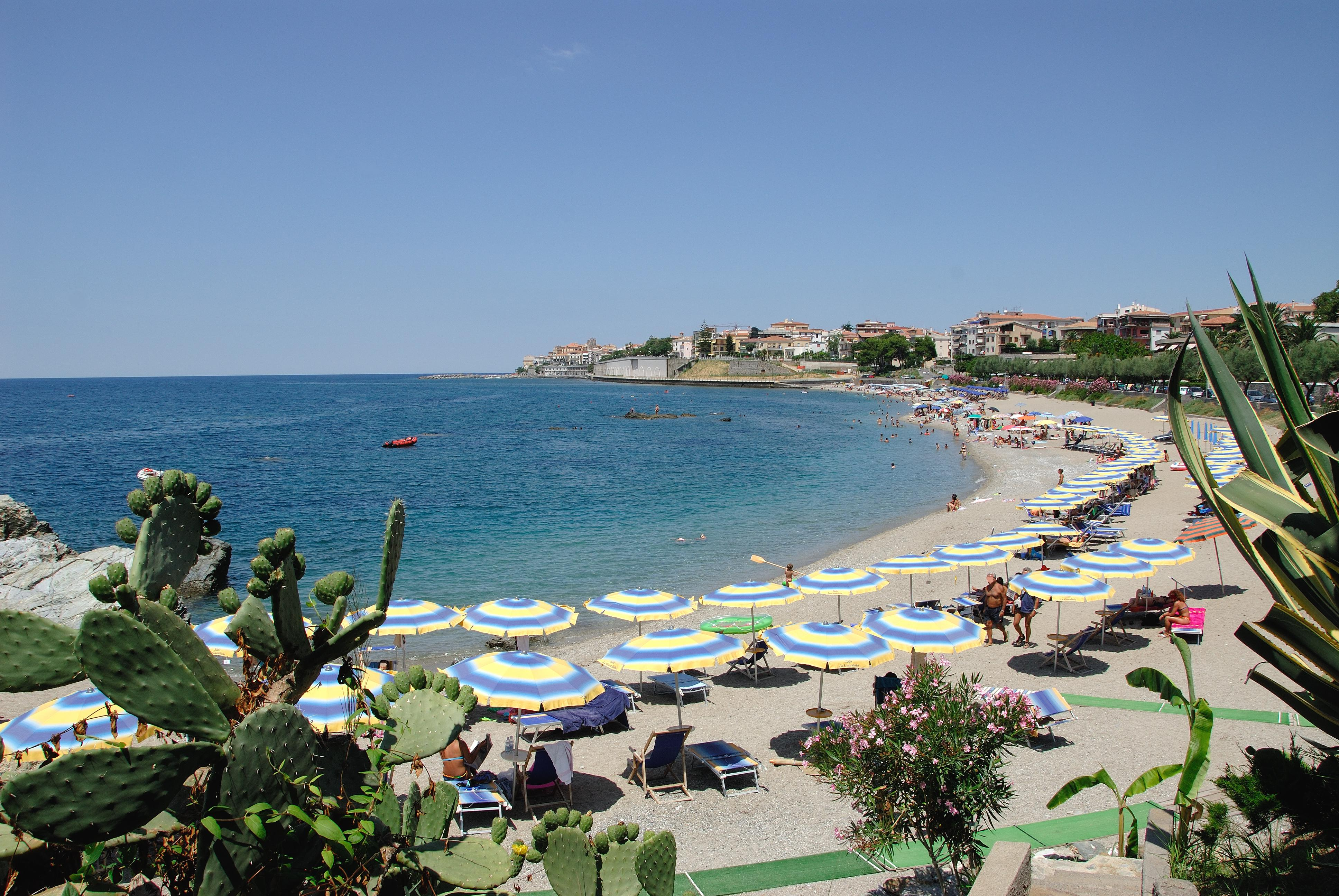
Spiaggia Riviera Blu
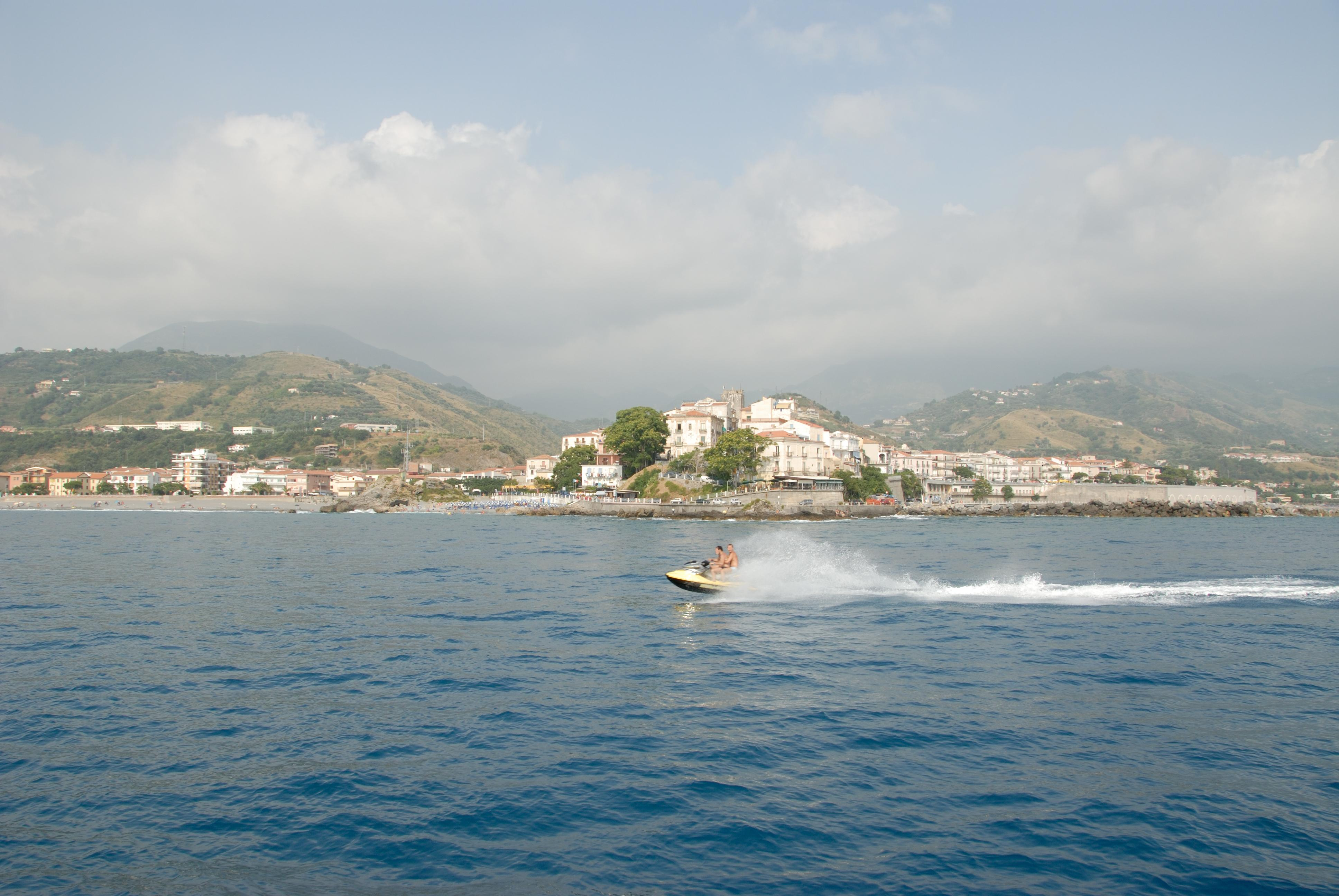
Punta del Diamante
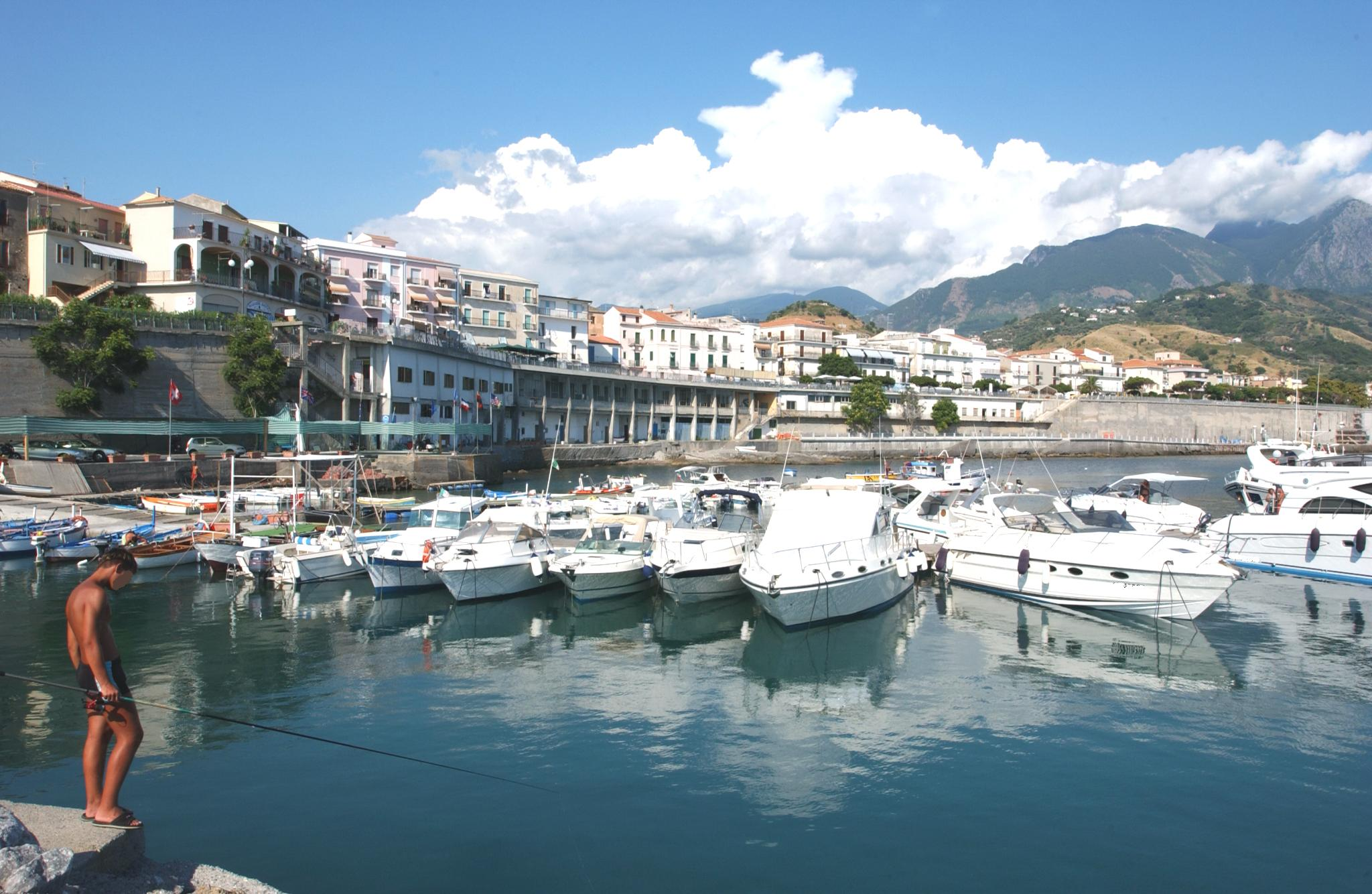
Porticciolo
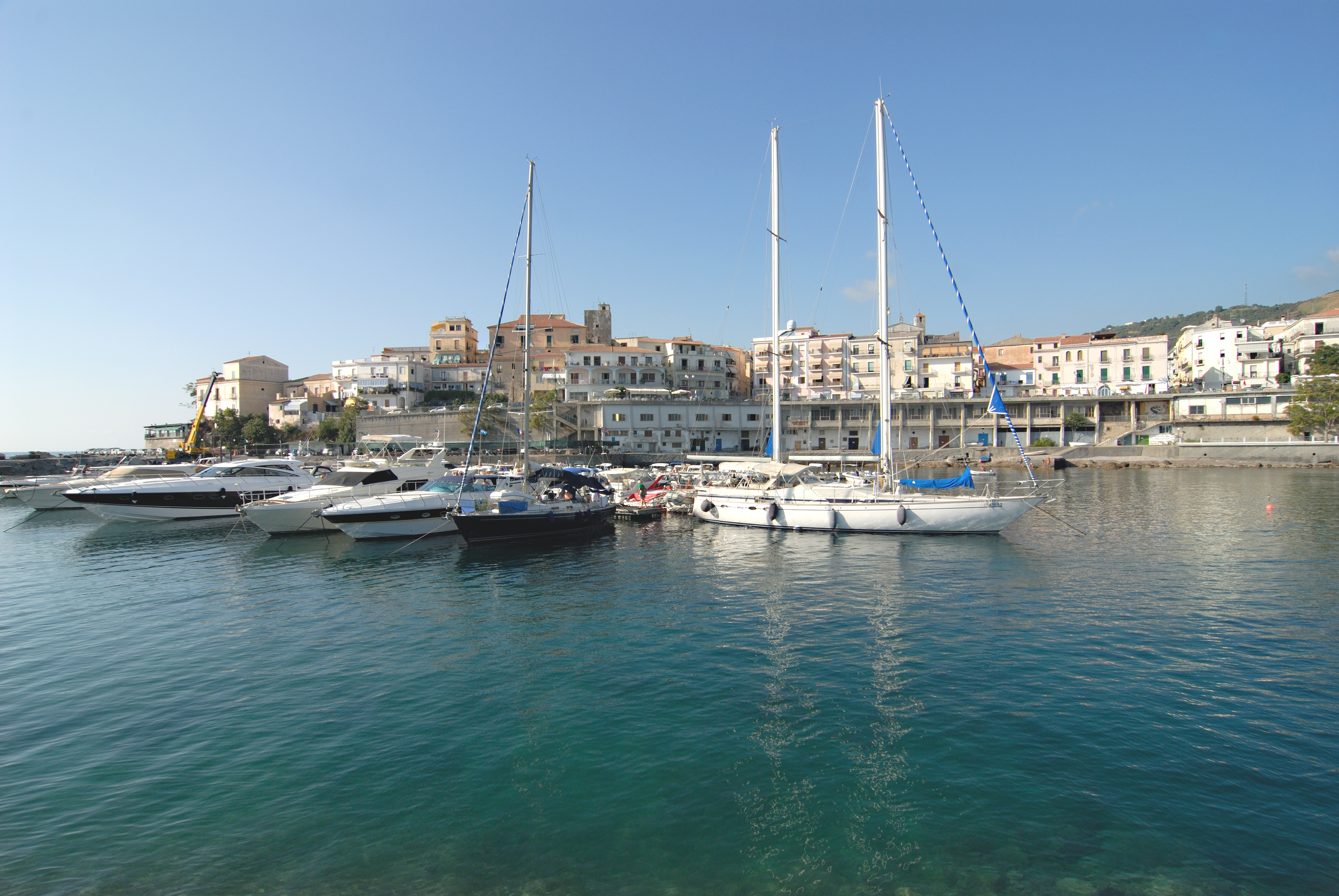
Porticciolo
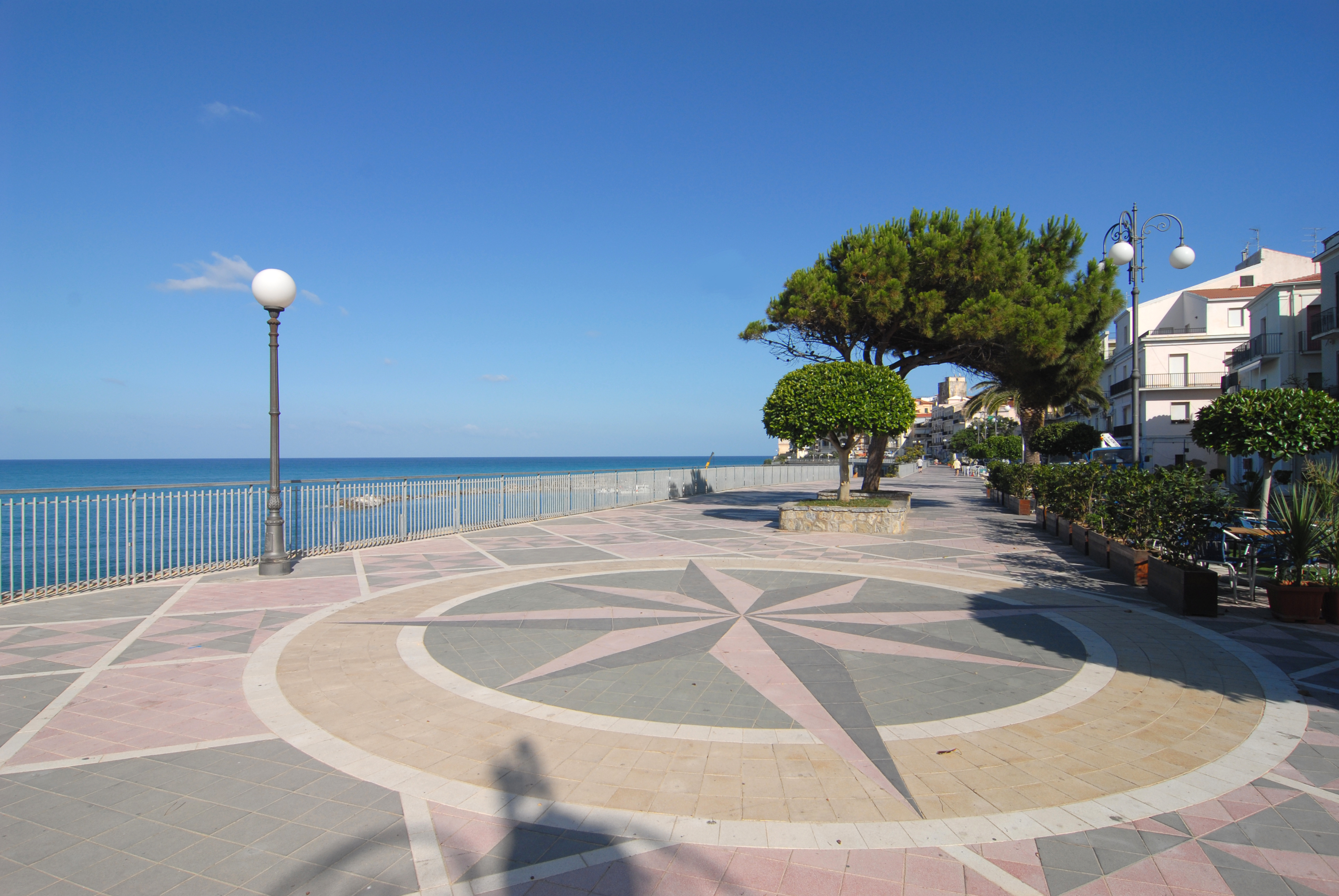
Lungomare
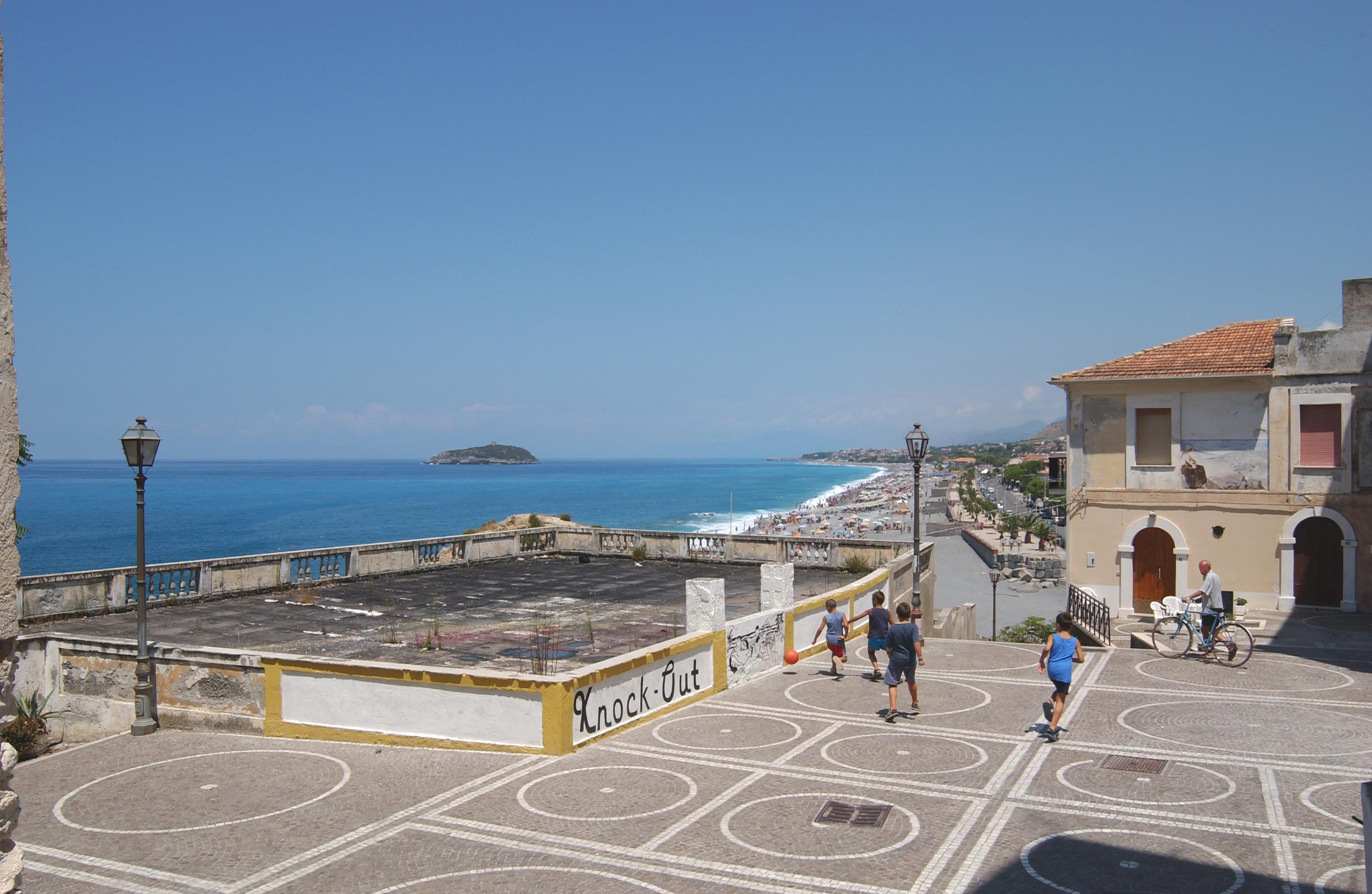
centro storico
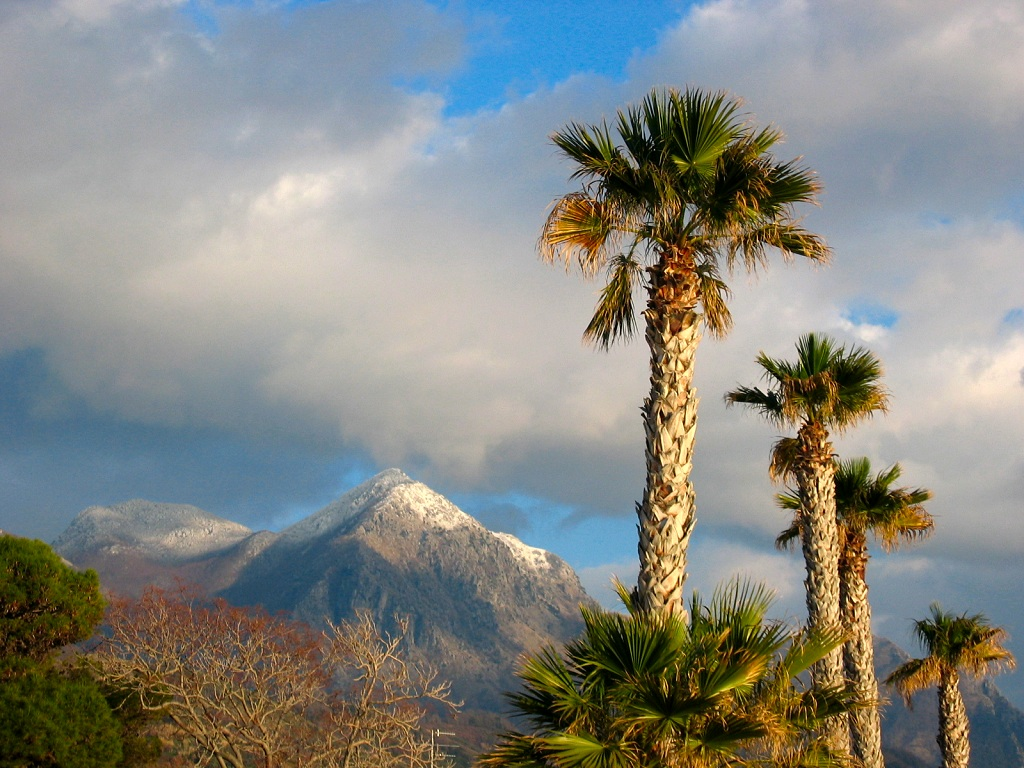
I monti visti dal lungomare
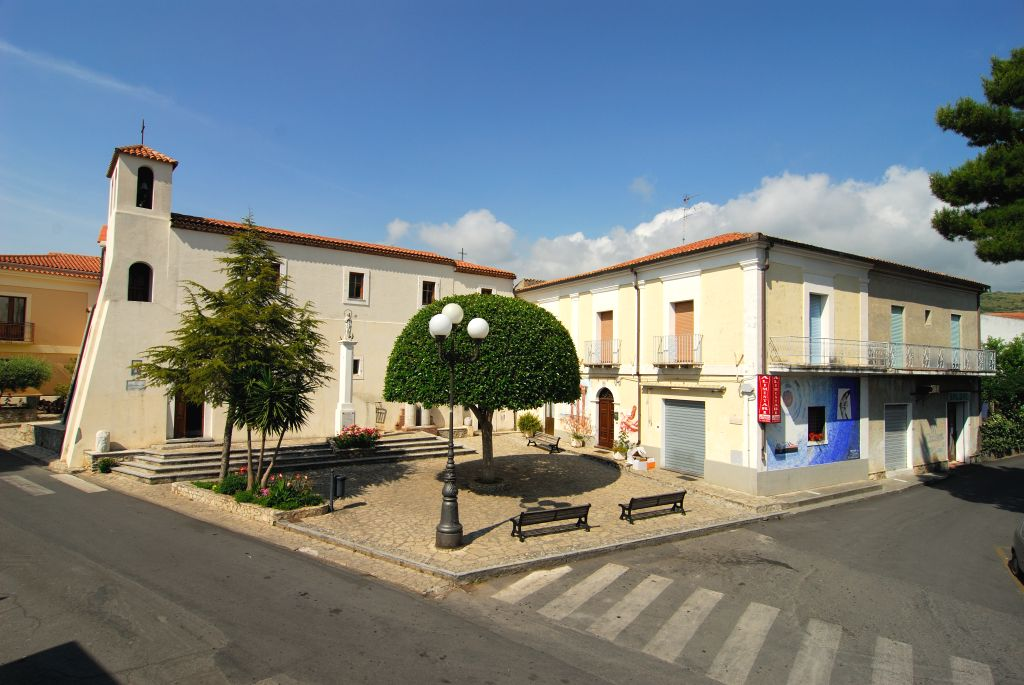
Piazzetta e Chiesa di Cirella
- Panorama dell'Isola di Cirella
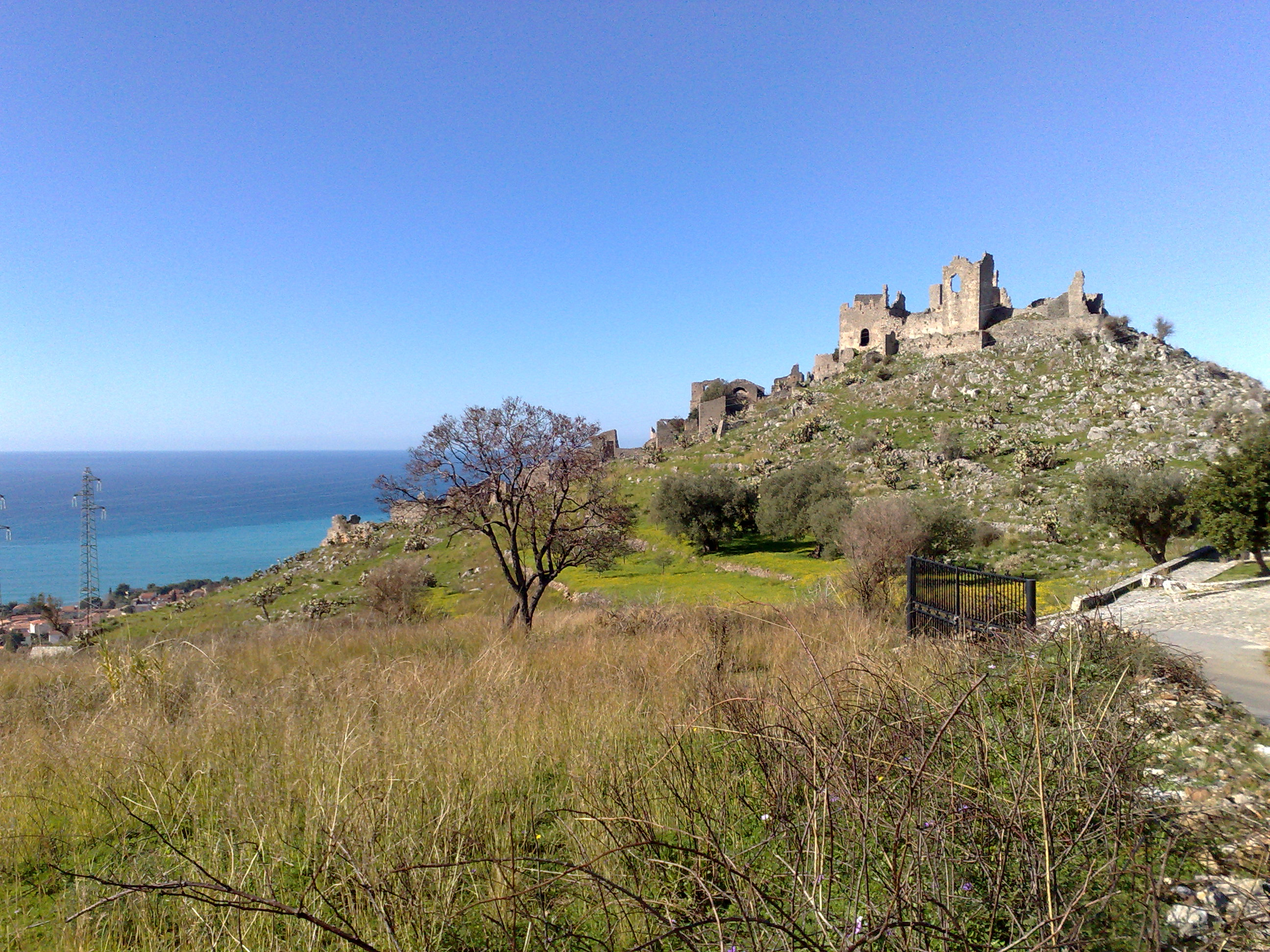
Collina dei ruderi di Cirella
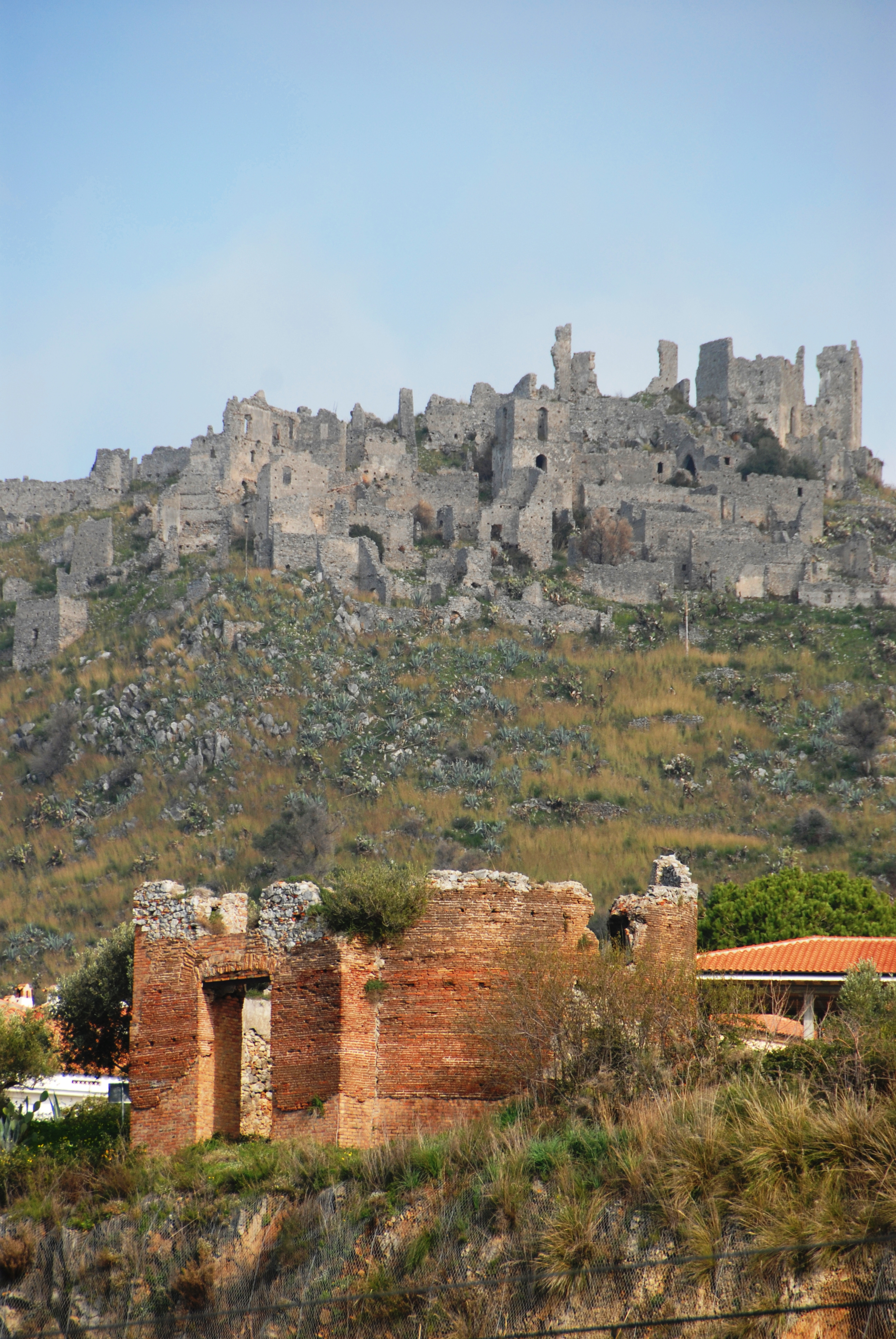
Ruderi di Cirella e pantheon romano
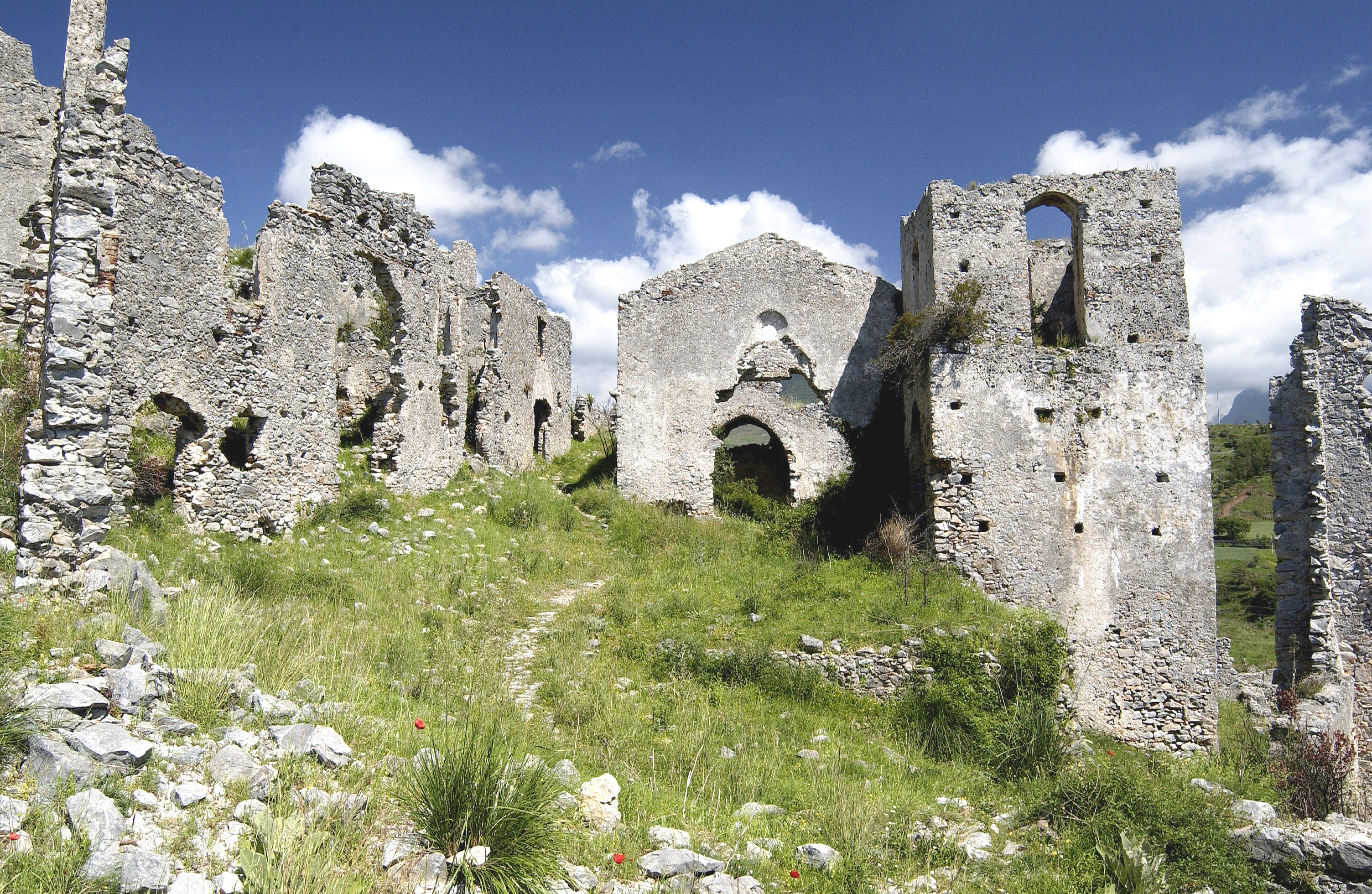
Ruderi di Cirella
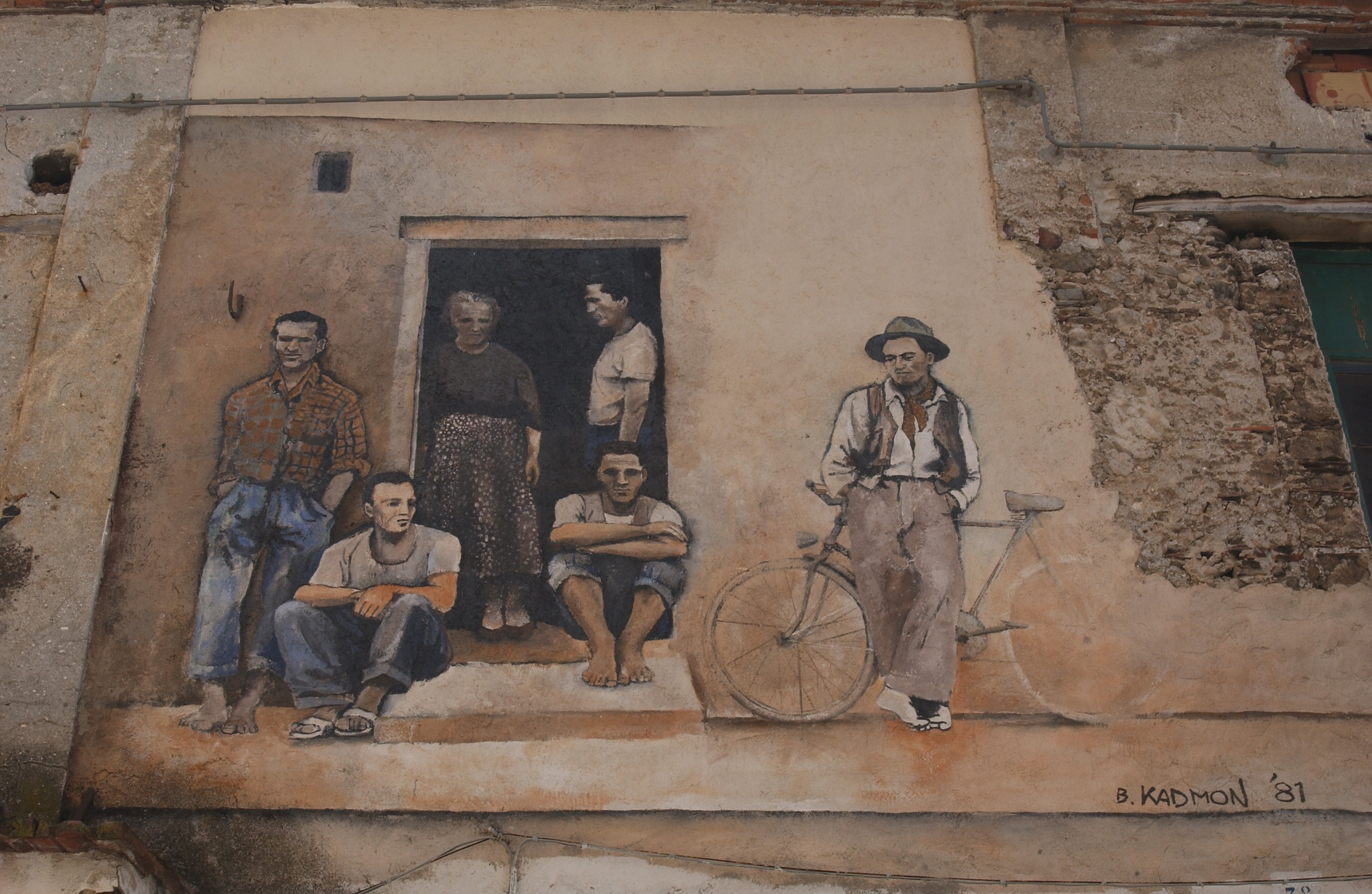
murale nel centro storico
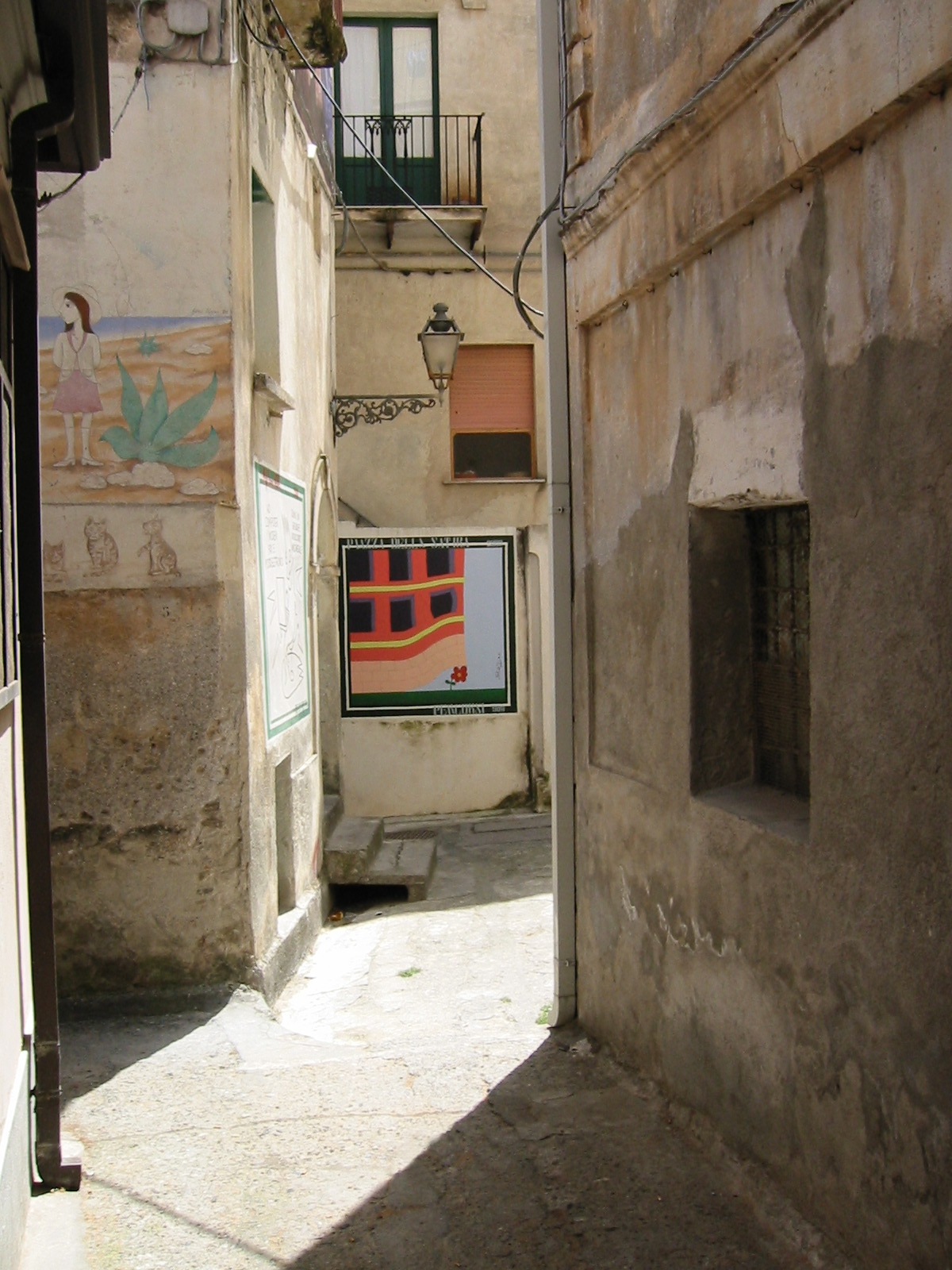
murale nel centro storico
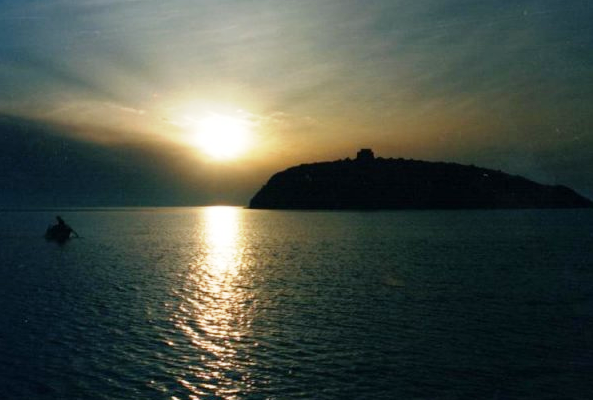
Tramonto sul mare e isola di Cirella
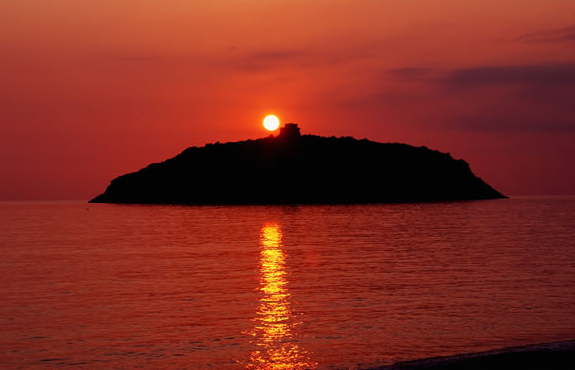
Tramonto sul mare e isola di Cirella